# Софи Ди
Со́фи Ди (англ. Sophie Dee, урождённая Кёрсти Хилл, англ. Kirsty Hill; род. 17 января 1984 года, Лланелли, Уэльс, Великобритания) — британская порноактриса.

## Биография
Родилась в валлийском городе Лланелли. После окончания школы некоторое время работала в кафе, занималась торговлей door-to-door, доставляла почту, служила горничной в гостинице, работала продавцом в магазинах по продаже одежды, телефонов, однако все эти места работы, по собственному признанию Софи, ей не нравились. Затем она перешла в исполнительницы lap dance. Вскоре начала позировать топлес для таблоида The Daily Sport (англ.). Полтора года являлась «девушкой издания» Page Three (англ.), где также позировала обнажённой.
В январе 2005 года переехала в Калифорнию и приступила к съёмкам в порнофильмах. Софи Ди делала операцию по увеличению груди, в результате чего бюст порноактрисы увеличился с размера C до DD.
Была замужем за порноактёром Lee Bang’ом.
На 2019 год Софи Ди снялась в 658 порнофильмах и срежиссировала 1 порноленту.
Далее стала сниматься в хоррорах и телесериалах.

## Премии и номинации
| Год  | Церемония          | Номинация                              | Работа                                                                                              | Результат |
| ---- | ------------------ | -------------------------------------- | --------------------------------------------------------------------------------------------------- | --------- |
| 2008 | Urban Spice Awards | Лучшая актриса в жанре межрасовое      | | Номинант  |
| 2009 | AVN Award          | Лучшая старлетка сети                  | | Номинант  |
| 2009 | AVN Award          | Невоспетая звезда                      | | Номинант  |
| 2009 | AVN Award          | Лучший лесбийский групповой секс       | Squirt Gangbang 3(вместе с Синди Дженнингс, Кристина Роуз, Джада Файер, Лекси Лав и Бритни Стивенс) | Номинант  |
| 2010 | AVN Award          | Лучшая старлетка сети                  | | Номинант  |
| 2010 | AVN Award          | Лучшая лесбийская тройка               | Storm Squirters 6 (вместе с Синди Дженнингс и Кристина Роуз)                                        | Номинант  |
| 2011 | Urban X Award      | Лучшая сцена триолизма                 | Sophie Dee’s 3 Ways (вместе с Джианой Майклз и Джастином Лонгом)                                    | Победа    |
| 2011 | Urban X Award      | Межрасовая звезда года                 | | Победа    |
| 2011 | AVN Award          | Сайт лучшей порнозвезды                | | Номинант  |
| 2011 | AVN Award          | Невоспетая звезда                      | | Номинант  |
| 2012 | XRCO Award         | Невоспетая звезда                      | | Номинант  |
| 2012 | AVN Award          | Невоспетая звезда                      | | Номинант  |
| 2013 | XRCO Award         | Невоспетая звезда                      | | Номинант  |
| 2013 | AVN Award          | Невоспетая звезда                      | | Номинант  |
| 2015 | AVN Award          | Сайт лучшей порнозвезды                | | Номинант  |
| 2015 | AVN Award          | Самая горячая задница (версия фанатов) | | Номинант  |
| 2015 | AVN Award          | Лучшие сиськи (версия фанатов)         | | Номинант  |
| 2015 | AVN Award          | Главная звезда года                    | | Номинант  |
| 2016 | AVN Award          | Лучшие сиськи (версия фанатов)         | | Номинант  |
| 2019 | Urban X Award      | Возвратившаяся звезда года             | | Победа    |

## Избранная фильмография
| - 1 . HolyF#@k!It'sHuge!7 - 2 . StrawberryMilkJuggs - 3 . TheA-TeamXXX:AParody - 4 . CumtoMommy8(asSophieD) - 5 . Reno911:AXXXParody - 6 . LuckyLesbians5 - 7 . AssesofFaceDestruction10 - 8 . AssesofFaceDestruction9 - 9 . BigTitOilOrgy - 10 . BigTitsatWork11 - 11 . Bitchcraft8 - 12 . BustyHousewives4 - 13 . BustyLifeguards - 14 . DoctorAdventures8 - 15 . FaceFucking,Inc.10 - 16 . PrettySloppy3 - 17 . PsychoLove2 - 18 . SexCrimes - 19 . StrapAttack13 - 20 . TitstoDieFor - 21 . WeSuck3 - 22 . NobodyDoesItRedder3 - 23 . BigDickGloryholes3 - 24 . HolyF#@k!It'sHuge!6 - 25 . AnalBeachBuns2 - 26 . BestofBigButts2 - 27 . BigAssWhiteGirls - 28 . BigBoobOrgy2 - 29 . BigButtOilOrgy - 30 . BigTitsatSchool8 - 31 . Bitchcraft6 - 32 . Bitchcraft7 - 33 . BlackCockAddiction8 - 34 . BoobBangers7 - 35 . BustyWaitresses - 36 . Buttman'sEvilLive - 37 . Buttman'sStretchClass3 - 38 . ChainGang2 - 39 . FuckMyTits6 - 40 . GangBangMyFace5 - 41 . LexonBlondes6 - 42 . MasturbationNation2 - 43 . NotMondayNightFootballXXX - 44 . OilOverload3 - 45 . PhatBottomGirls2 - 46 . POVJuggFuckers2 - 47 . RicotheDestroyer2 - 48 . SuckIt - 49 . TexassTales - 50 . TunnelButts2 - 51 . WeSuck!2 - 52 . WeWereofInnocence | - 53 . LiquidGold16(videoshort) - 54 . Girlvert17 - 55 . 2Big2BeTrue11 - 56 . AppleBottomz5 - 57 . Bangin'WhiteAss - 58 . BeMyBitch6 - 59 . ConsumerAffairs - 60 . Don'tLookNowButThere'saCockinYourAss - 61 . DynamicBooty3 - 62 . FullStreamsAhead - 63 . GagHoles1 - 64 . Goo4Two6 - 65 . KillerGrip4 - 66 . MinorityRules4 - 67 . MissyBehavin' - 68 . MyGirlfriendSquirts9 - 69 . NeighborAffair8 - 70 . P.O.V.Handjobs - 71 . PsychoCheerleaders - 72 . SoYouThinkYouCanSquirt?3 - 73 . SquirtGangbang3 - 74 . SquirtingCowgirls2 - 75 . SquirtingSophie,GapingGwen - 76 . StoporI'llSquirt!4 - 77 . StormSquirters6 - 78 . TeamSquirt9 - 79 . TheKingofCoochie2 - 80 . ThroughHerEyes2 - 81 . Whatabooty6 - 82 . Daddy'sWorstNightmare9 - 83 . CravingtheBlackMan2 - 84 . AddictedtoBoobs4 - 85 . AloneintheDark4 - 86 . AnalAcrobats - 87 . AnalExpedition11 - 88 . BiAccident2 - 89 . BlackDicksinWhiteChicks14 - 90 . BlowItOutYourAss - 91 . DarkMeat:WhiteTreat2 - 92 . HoleintheDark - 93 . IGot5onIt2 - 94 . Innocence:She'sNoAngel - 95 . IntimateInvitation5 - 96 . MayhemExplosions6 - 97 . MeetNikkiKane - 98 . MilkNymphos - 99 . MonsterCockFuckfest5 - 100. MyFirstWhiteChick - 101 .OralConsumption9 - 102 .PainforFame - 103 .PhatAssWhiteBooty | - 104 .Pussyman'sFootFestival4 - 105 .RacialViolations2 - 106 .SeymoreButts:AnusRetentus - 107 . ShareMyCock!6 - 108 . Smotheredn'Covered2 - 109 . SprungaLeak4 - 110 . Squirt-A-Holics4 - 111 . SquirtingCowgirls - 112 . SquirtMachines - 113 . SquirtsSoGood5 - 114 . StormSquirters3 - 115 . SuburbanSexParty2 - 116 . TheAdventuresofShortyMac7 - 117 . ToughLove10 - 118 . Cuckold1 - 119 . BubbleButtBonanza1 - 120 . GangBangSquad9 - 121 . NastyUniverse3 - 122 . UpYourAss26 - 123 . Bangin'Whitey4 - 124 . Danni'sHouseofMILFs - 125 . SoleJam - 126 . NotTooYoungforCum4 - 127 . BlackCocksWhiteSluts2(asSophie) - 128 . TheAnalLife - 129 . 5GuyCreamPie25 - 130 . BlowMeSandwich9 - 131 . UnnaturalSex19 - 132 . GangbangAuditions21 - 133 . DowntheHatch20 - 134 . BigWetAsses9 - 135 . BigBootyWhiteGirls4 - 136 . TheSphincterChronicles - 137 . CumFartCocktails5 - 138 . FuckMySkull1 - 139 . DoubleDeckerSandwich8 - 140 . NiceRack13 - 141 . Belladonna:NoWarning2 - 142 . JackNapierIsSuperbrotha - 143 . CumCoatMyThroat - 144 . FuckMyWhiteAss2 - 145 . MeatMyAss2 - 146 . ShareMyCock!2 - 147 . 'T'forTushy - 148 . Fuckin'Foreigners - 149 . TeenPower!17 - 150 . 50to13 - 151 . FreshJugs3 - 152 . PolePosition:LexPOV5 - 153 . NastyWhiteAmateurBlowjobs2 - 154 . BlackCockAddiction | - 155 . ThroatGaggers10 - 156 . TripleThreat6 - 157 . FeedMeBlackCock(asSophiaDee) - 158 . WhiteGirlsSuckandSwallow3 - 159 . 1LuckyFuck2 - 160 . Don'tTellMommy8 - 161 . FreshlySqueezed - 162 . Breakin'intheNewChick2 - 163 . 110%Natural10 - 164 . AssGoodAssItGets - 165 . BigTitBrothaLovers8 - 166 . BlackAssassins - 167 . BubbleBurstingButts2 - 168 . BustaNut5 - 169 . CoxxxandSoxxx7 - 170 . Cumstains9 - 171 . FastTimesatNaughtyAmericaUniversity3 - 172 . I'llTakeItBlack3 - 173 . ILoveBigDicks(asSophieD.) - 174 . IOnlyLove...GirlonGirlAction - 175 . JuicyWhiteBooty2 - 176 . MyDaughter'sFuckingBlackzilla!12 - 177 . TheReunion - 178 . HousewivesGoneBlack4 - 179 . OnlyHandjobs - 180 . NotMilk3 - 181 . Who'stheBitchNow?2 - 182 . Smokin'Cracka - 183 . SpringChickens13 - 184 . BrothaLovin'Dames - 185 . Blacks,Blondes&OneAsian - 186 . HoleCollector2 - 187 . NoSwallowingAllowed6 - 188 . BlackBrosBangin'WhiteHo's3 - 189 . SheSwallows15 - 190 . SheGotAss!7 - 191 . AssMasterpiece,Vol.1 - 192 . BigBootyWhiteGirls2 - 193 . BigWhiteWetButts2 - 194 . DirtyBirds - 195 . BlackBrosBangin'WhiteHo's2(asSophiaDee) - 196 . NewWhores4 - 197 . OfftheRack4 - 198 . 10ManCumSlam15 - 199 . BombAssWhiteBooty2 - 200 . GiantsBlackMeat,WhiteTreat - 201 . IronHead6 - 202 . LexSteeleXXX6 - 203 . Twindom |